# ウィリアム・ヘンリー・ハリソン・シーリー
ウィリアム・ヘンリー・ハリソン・シーリー（英語: William Henry Harrison Seeley, VC 1840年5月1日 – 1914年10月1日）は、イギリス海軍の軍人。アメリカ人。四国艦隊下関砲撃事件（馬関戦争）での活躍により、アメリカ人として初めてヴィクトリア十字章を授与された。

## 略歴

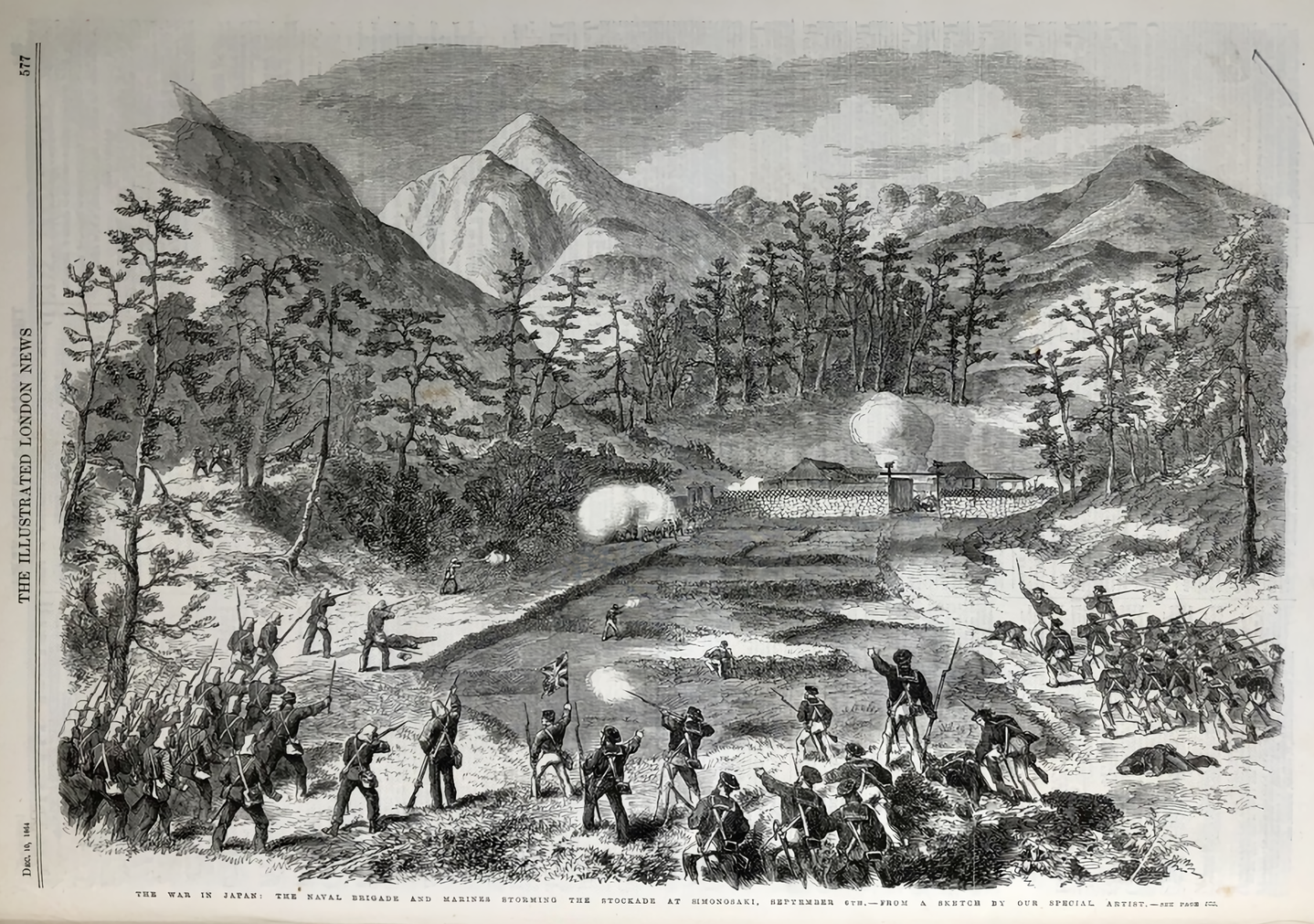
イギリス海軍陸戦隊の戦闘。イラストレイテド・ロンドン・ニュース、1864年12月24日版。

馬関海峡を通航する外国船に砲撃して攘夷を決行した長州藩に対し、イギリス・フランス・アメリカ・オランダの四か国は懲罰攻撃を行うことを決定した。1864年9月5日（元治元年8月5日）、イギリス海軍のフリゲート・ユーライアラスを旗艦とする四国連合艦隊（指揮官：サー・オーガスタス・レオポルド・キューパー中将）は、長州藩領馬関に攻撃を開始。翌6日、ユーライアラス乗組のシーリー二等水兵は、敵の位置を突き止めるため大胆な偵察を行い、その後負傷を押して敵砲台への最終突撃に参加したことで武名を挙げることとなった。1865年9月22日、トマス・プライド、ダンカン・ボイズ士官候補生と共にヴィクトリア十字章を授与された。
マサチューセッツ州ストートンのエヴァーグリーン墓地に埋葬されている。